# 파나마 올림픽 위원회
파나마 올림픽 위원회(스페인어: Comité Olímpico de Panamá)는 파나마의 국가 올림픽 위원회이다. IOC 코드는 PAN이다. 본부는 파나마시티에 있으며 범아메리카 스포츠 기구에 소속되어 있다.
1934년에 설립되었으며 1947년에 국제 올림픽 위원회의 승인을 받았다. 올림픽, 팬아메리칸 게임, 중앙아메리카·카리브해 경기 대회, 남아메리카 게임을 비롯한 국제 스포츠 대회에 참가하는 파나마의 선수들을 대표한다.

## 같이 보기
- 올림픽 파나마 선수단